# CHL Import Draft 2009
CHL Import Draft 2009 – 18. draft CHL w historii. Łącznie wybrano 75 zawodników (przewidziano 76 wyborów).

## Wybrani
Pozycje: B – bramkarz, LO – lewy obrońca, PO – prawy obrońca, C – center, LS – lewoskrzydłowy, PS – prawoskrzydłowy

Ligi: OHL – Ontario Hockey League, QMJHL – Quebec Major Junior Hockey League, WHL – Western Hockey League

### Runda 1
| #  | Zawodnik (pozycja)       | Pochodzenie | Klub macierzysty                | Klub wybierający (liga)           |
| -- | ------------------------ | ----------- | ------------------------------- | --------------------------------- |
| 1  | Stanisław Galijew (PS)   | Rosja       | Indiana Ice                     | Saint John Sea Dogs (QMJHL)       |
| 2  | Nino Niederreiter (PS)   | Szwajcaria  | HC Davos U20                    | Portland Winterhawks (WHL)        |
| 3  | Gabriel Landeskog (LS)   | Szwecja     | Djurgårdens IF J20              | Plymouth Whalers (OHL)            |
| 4  | Tomáš Jurčo (PS)         | Słowacja    | HC Košice U20                   | Saint John Sea Dogs (QMJHL)       |
| 6  | Tomáš Tatar (LS)         | Słowacja    | HKm Zvolen                      | Kitchener Rangers (OHL)           |
| 9  | Robin Lehner (B)         | Szwecja     | Frölunda HC J20                 | Sault Ste. Marie Greyhounds (OHL) |
| 10 | Ondřej Palát (LS)        | Czechy      | HC Vítkovice U20                | Drummondville Voltigeurs (QMJHL)  |
| 12 | Aleksandr Burmistrow (C) | Rosja       | Ak Bars 2 Kazań                 | Barrie Colts (OHL)                |
| 14 | Toni Rajala (LS)         | Finlandia   | Ilves                           | Brandon Wheat Kings (WHL)         |
| 20 | Radko Gudas (PO)         | Czechy      | HC Berounští Medvědi            | Everett Silvertips (WHL)          |
| 24 | Tom Kühnhackl (LS)       | Niemcy      | EV Landshut U18                 | Windsor Spitfires (OHL)           |
| 30 | Petr Mrázek (B)          | Czechy      | HC Vítkovice U20                | Ottawa 67’s (OHL)                 |
| 31 | Jauhienij Sałamonau (LS) | Białoruś    | HK Homel                        | Montreal Juniors (QMJHL)          |
| 34 | Marek Hrivík (C)         | Słowacja    | MsHK Žilina                     | Moncton Wildcats (QMJHL)          |
| 42 | Iwan Tielegin (C/LS)     | Rosja       | Mietałłurg 2 Nowokuźnieck       | Saginaw Spirit (HL)               |
| 44 | Joni Ortio (B)           | Finlandia   | TPS U20                         | Swift Current Broncos (WHL)       |
| 48 | Matias Sointu (PS)       | Finlandia   | Ilves U20                       | Ottawa 67’s (OHL)                 |
| 50 | Teemu Pulkkinen (PS)     | Finlandia   | Jokerit U20                     | Kelowna Rockets (WHL)             |
| 58 | Anton Klemientjew (PO)   | Rosja       | Łokomotiw 2 Jarosław            | London Knights (OHL)              |
| 60 | Erik Haula (C)           | Finlandia   | Shattuck St. Mary’s Midget Prep | Calgary Hitmen (WHL)              |

### Runda 2
| #  | Zawodnik (pozycja)    | Pochodzenie | Klub macierzysty | Klub wybierający (liga)  |
| -- | --------------------- | ----------- | ---------------- | ------------------------ |
| 67 | Siarhiej Drozd (C/PS) | Białoruś    | Dynama Mińsk     | Tri-City Americans (WHL) |